# Plumularia undulata
Plumularia undulata är en nässeldjursart som beskrevs av Yamada 1950. Plumularia undulata ingår i släktet Plumularia och familjen Plumulariidae. Inga underarter finns listade i Catalogue of Life.